# Sâmedru
Sâmedru, conform localnicilor din zona muscelului, era un localnic a cărui locuință era situată în zona cea mai înaltă a unui sat.
Acesta, de fiecare dată când năvăleau hoardele tătărești, aprindea un foc de vreascuri anunânțându-i astfel pe săteni de primejdia ce îi așteaptă, oferindu-le astfel timpul necesar de a se retrage în munți.
În urma unei incursiuni tătărești, Sâmedru este prins de către atacatori și ars de viu în focul cu ajutorul căruia își anunțase sătenii.
Există și astăzi obiceiul în zona muscelului,ca în a doua parte a lunii octombrie, tinerii să se strângă în jurul unui foc mare de lumne, la asfințit, strigând până spre zori "focul lui Sâmedru!".
Tot în aceeași seară, bătrânii satului le împart celor tineri colăcei însoțiți de cuvintele "să fie de sufletul lui Sâmetru".